# 吳自肅
吳自肅（1631年—1712年），字在公，號剋庵，山東海豐人，清初政治人物。

## 生平
吳自肅出身海豐吳氏，順治十一年（1654年）甲午科舉人，康熙三年（1664年）甲辰科會試第二十一名貢士，殿試二甲第三十五名進士。授江西萬載縣知縣。因功擢內閣中書舍人，遷戶部山西清吏司主事、員外郎。又升任刑部郎中，奉命視學雲南。康熙二十七年（1688年）授奉政大夫。康熙三十六年（1697年），任山西布政使司參議，分巡河東道，尋授朝議大夫。晚年告老還鄉，康熙五十一年（1712年）去世，終年82歲。著有《萬行草》、《我堂存稿》、《作文家法》。後以孫吳紹詩晉贈榮祿大夫、刑部尚書。

## 家族
吳自肅是海豐吳氏第十一世。他育有五子，長子與次子早逝，三子吳象寬、四子吳象默、五子吳象弼。吳自肅後代中，出現了吳象寬（十二世）、吳壇（十四世）、吳侍曾（十六世）、吳熙曾（十六世）、吳式敏（十七世）、吳式羣（十七世）、吳式芬（十七世）、吳峋（十九世）共八位進士。現今山東無棣縣海豐吳氏宅院進士廳正中挂有吳自肅進士榜，上懸“祖孫父子兄弟叔侄進士之家”匾額。此外，吳家還有“七侍郎、八巡撫、九封光祿，三翰林、五資政、十朝邦禁”之美譽。所謂“七侍郎”指吳自肅（贈）、吳象默（贈）、吳紹詩、吳垣、吳壇、吳式芬、吳重憙七人；“八巡撫”指吳自治（贈）、吳瑛（贈）、吳象默（贈）、吳紹謨（贈）、吳紹詩、吳垣、吳壇、吳重熹八人；“九封光祿”指吳壇授光祿大夫，晉贈曾祖吳自治、祖父吳瑛、嗣父吳紹謨光祿大夫，吳式芬授光祿大夫，晉贈其曾祖吳壇、祖父吳之勷、父吳衍曾光祿大夫，吳重熹授光祿大夫；“三翰林”指吳熙曾、吳式敏、吳式芬三人；“五資政”指吳自肅（贈）、吳象默（贈）、吳紹詩、吳垣、吳崶五人；“十朝邦禁”則指吳家在順治至宣統十朝都有重臣。